# Ansbach
Ansbach là một thành phố trong bang Bayern, Đức. Thành phố có diện tích 99,92 km², dân số là 40.512 người. Đây là thủ phủ của khu vực hành chính của Trung Franken. Ansbach có cự ly 40 km về phía tây nam Nürnberg và 151  km đường chim bay (đường xe hơi 209 km) về phía bắc của München, bên bờ sông Fränkische Rezat, một nhánh của sông Main.
Ansbach có  Đại học Khoa học ứng dụng Ansbach. Thành phố được kết nối bởi xa lộ A6 Autobahn và đường cao tốc  B13 và B14. Nhà ga của Ansbach nằm trên tuyến đường sắt Nürnberg-Crailsheim và Treuchtlingen-Würzburg và ga cuối của tuyến Nürnberg S-Bahn S4 .